# Sulphur Springs, Texas
Sulphur Springs är administrativ huvudort i Hopkins County i Texas. Enligt 2010 års folkräkning hade Sulphur Springs 15 449 invånare.

## Kända personer från Sulphur Springs
- Colleen Hoover, författare